# استیون آمستردام
استیون آمستردام (انگلیسی: Steven Amsterdam) یک رمان‌نویس اهل ایالات متحده آمریکا است.